# Ansaldo Turrinelli Testuggine Corazzata (Modello I)
Ansaldo Turrinelli Testuggine Corazzata (Modello I) (с итал. «Бронированная Черепаха Ансальдо Турринелли») — первый вариант итальянского тяжёлого танка, предложенного инженером Джино Турринелли в 1916 году.

## История создания
В 1915 году после вступления Италии в Первую мировую войну, страна столкнулась с проблемой пересечения войсками участков с препятствиями, в том числе траншей. Решением проблемы представлялось применение  бронированной машины, способной преодолевать трудные участки, защищать экипаж от огня противника и одновременно его атаковать. В 1916-1917 годах военное ведомство Италии получило на рассмотрение множество проектов бронированных боевых машин, разработанных различными авторами. Одной из представленных разработок стал танк инженера и промышленника Джино Турринелли — «Testuggine Corazzata» — 1-й проект  (2-й проект обозначается как «Modello II»). Проект был отвергнут из-за сложностей в производстве и при транспортировке. Но Дж. Турринелли позже подготовил второй проект Testuggine Corazzata.

## Описание конструкции
Масса Testuggine Corazzata оценивалась от 20 до 80 тонн. Экипаж мог состоять из 10-12 человек и более.

### Броневой корпус
Танк должен был иметь большие размеры в 8 метров в длину, 4,65 метров в ширину и 3,08 метров в высоту. Бронирование скруглённого корпуса достигало до 50 мм по периметру, что давало почти полную неуязвимость от огня противника. С каждого борта имелись амбразуры для пулемётов и огнемётов. На крыше спереди и сзади устанавиливались башни с пушечным либо пулемётным вооружением. На середине крыши располагалась командирская рубка.

### Вооружение
Машина вооружалась 2-мя пулемётами или пушками калибра 37-65 мм в обеих башнях на крыше. Ниже по обоим бортам в амбразурах устанавливались 8 пулемётов и 12 огнемётов. 

### Двигатель
Из чертежей следует, что 24-цилиндровый бензиновый двигатель мощностью 200 л.с устанавливался поперечно по середине танка. Двигатель обеспечивал удельную мощность около 2,5 л.с на тонну и скорость около 2-4 км/ч. На конце двигателя был установлен большой электрический генератор, который обеспечивал энергией 4 электродвигателя. Эти двигатели были установлены поперечно между каждой парой гусениц по центру транспортного агрегата и передавали энергию через четыре большие цепи к главным ведущим колесам.

### Ходовая часть

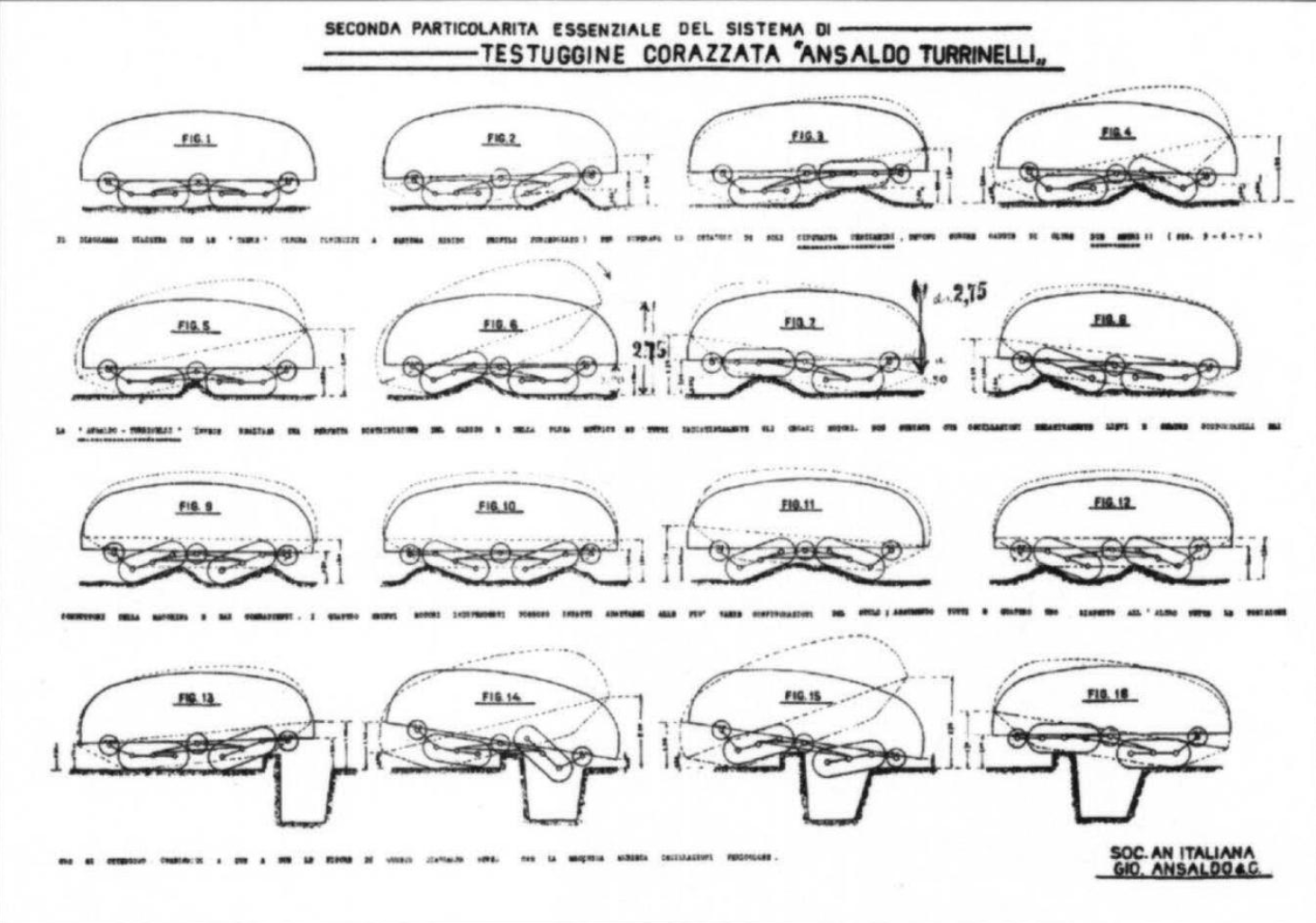
Схема пересечения препятствий танком.

На танке находились по 2 гусеничные секции на каждый борт с шириной гусеничной ленты примерно 800-900 мм. Каждая из 4-х гусеничных секций была независимой и каждая секция имела по 2 больших катка и по 2 меньших ролика в центре. Поддерживающие держатели, установленные поперёк гусеничных узлов, обеспечивали жёсткость; каждая секция крепилась к одному концу большого шарнирного рычага. При таком расположении гусеничных агрегатов, они могли приводиться в движение независимо и самостоятельно перемещаться в вертикальном направлении. Перед передними и задними оконечностями каждой гусеницы выступал большой каток, который способствовал преодолению препятствий.